# 那田尚史
那田 尚史（なだ ひさし、1956年 - 2022年）は、日本の映画評論家。活動家。ロータス人づくり企画代表。
主な活動は実験映画、個人映画、小型映画に関する批評・研究。

## 来歴
を参照。
愛媛県出身。早稲田大学第一文学部文芸科卒業後、早稲田大学大学院文学研究科修士課程修了。
専攻は映像研究で、2001年から早稲田大学芸術学校や東京工芸大学の非常勤講師を勤め、2008年から「微笑禅の会」を設立し、独自の禅に取り組む。2009年、非常勤講師を退職後、「ロータス人づくり企画」を創設。